# Cypraea spurca
Cypraea spurca är en snäckart som beskrevs av Carl von Linné 1758. Cypraea spurca ingår i släktet Cypraea och familjen Cypraeidae. Utöver nominatformen finns också underarten C. s. spurca.

## Bildgalleri

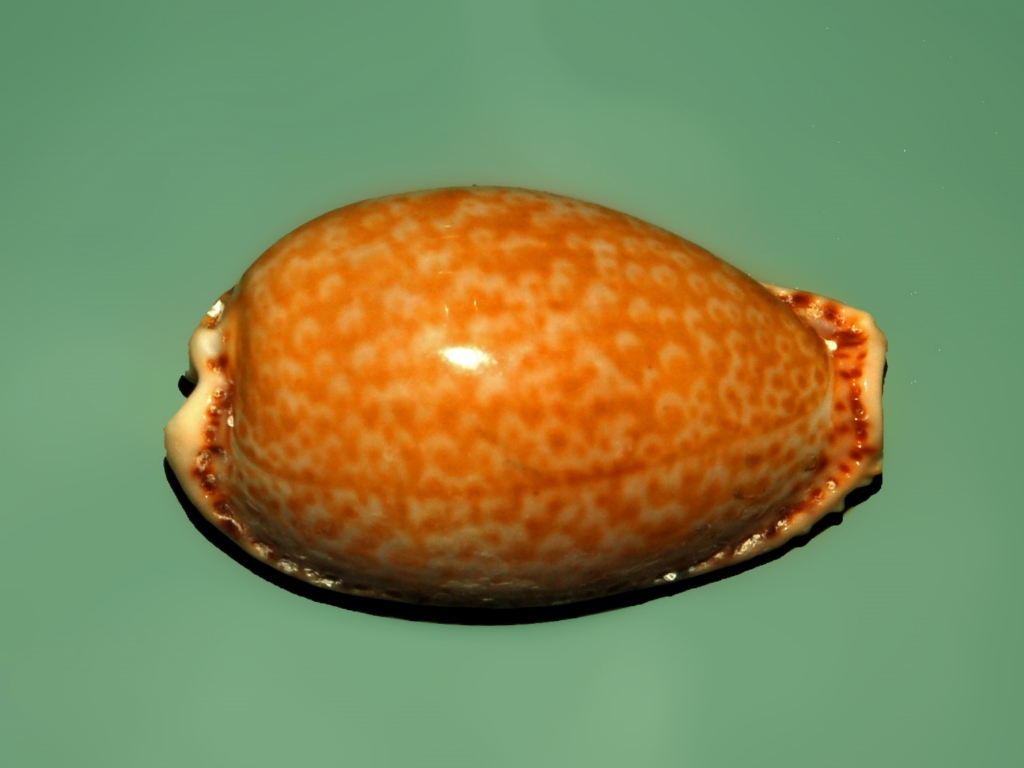
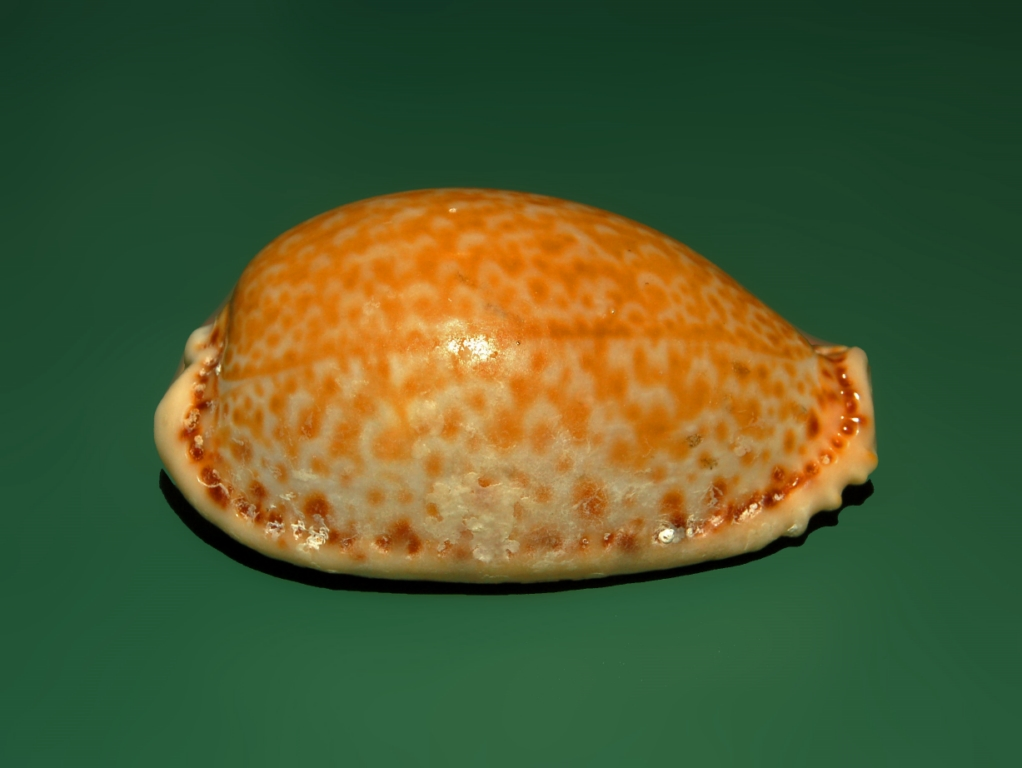
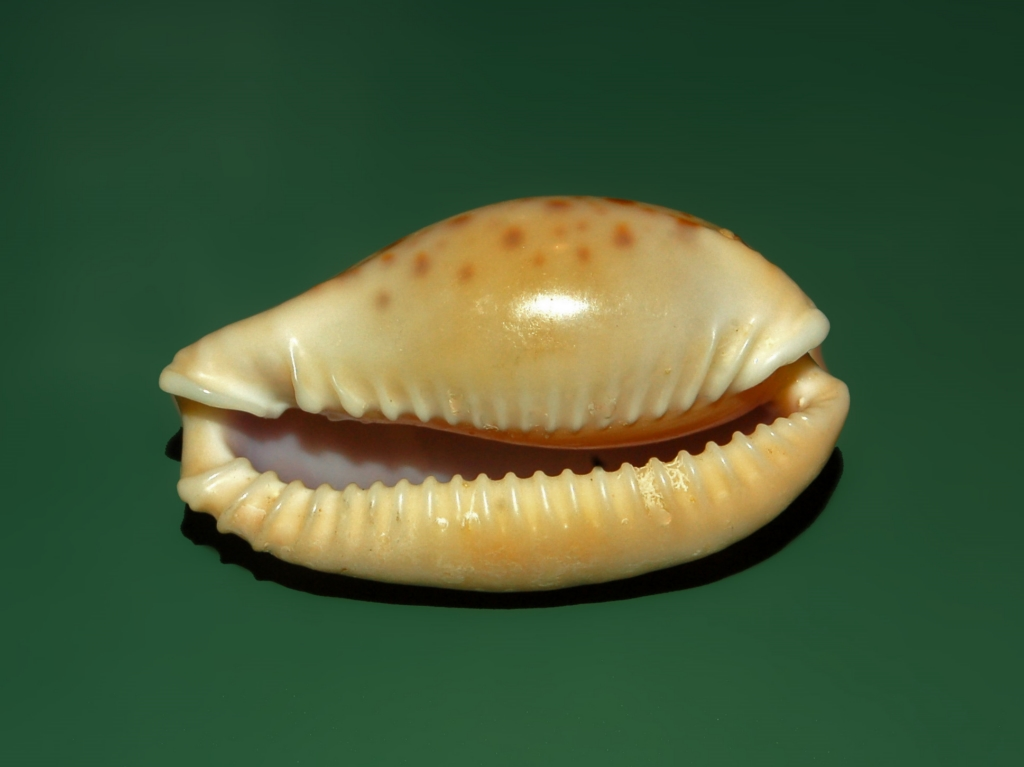